# Rais Yatim
Datuk Seri Rais Yatim (né en 1942), est un homme politique malaisien. Ministre des Affaires étrangères de 1986 à 1987, succédant à Ahmad Rithauddeen et depuis le 18 mars 2008, succédant à Syed Hamid Albar.
Il fut ministre de l'Aménagement du territoire et du développement régional de 1982 à 1984 et ministre de l'information de 1984 à 1986.